# Palaeaspilates sublutearia
Palaeaspilates sublutearia är en fjärilsart som beskrevs av Edward P. Wiltshire 1977. Palaeaspilates sublutearia ingår i släktet Palaeaspilates och familjen mätare. Inga underarter finns listade i Catalogue of Life.